# Лапик, Луи
Луи Лапик (фр. Louis Lapicque; 1 августа 1866 года, Эпиналь, Франция — 6 декабря 1952 года, Париж Франция) — французский физиолог, член Французской медицинской академии (1925—1952) и Парижской академии наук (1930—1952).

## Биография
Родился 1 августа 1866 года в Эпинале. В 1884 году окончил колледж в Эпинале. Работал в качестве рядового научного сотрудника, а с 1894 году — заведующего лабораторией в Парижском факультете наук (фр.). С 1899 года преподавал лекции по физиологии в Сорбонне. Был вынужден уйти из Парижского государственного университета, но в 1919 году вернулся туда вновь в качестве профессора общей физиологии. Работал там вплоть до 1936 года. В 1936 году избран президентом и директором Института Маре (фр.). Данную должность Луи Лапик занимал до 1941 года, после чего вышел на пенсию.
Скончался 6 декабря 1952 года в Париже.
Супруга — Марсель Эредиа (фр.), физиолог, дочь политика Севериано де Эредиа (фр.).

## Научные работы
Основные научные работы посвящены изучению возбудимости различных тканей.
- Установил ряд закономерностей в деятельности нервной системы.

## Членство в обществах
- Почётный член Польской академии наук.
- Почётный член Американской академии наук и искусств.
- Почётный член многих других академий наук и научных обществ.